# Arcoppia aequivoca
Arcoppia aequivoca är en kvalsterart som beskrevs av Subías 1989. Arcoppia aequivoca ingår i släktet Arcoppia och familjen Oppiidae. Inga underarter finns listade i Catalogue of Life.